# 炎帝陵 (湖南)
炎帝陵位于湖南省株洲市炎陵县鹿原镇鹿原陂，是全国四座炎帝陵之一，故又称湖南炎帝陵、株洲炎帝陵、炎陵炎帝陵。是第四批全国重点文物保护单位、国家5A级旅游景区。

## 历史
西晋皇甫谧《帝王世紀》，炎帝神农氏“在位一百二十年而崩，葬长沙”。南宋罗泌撰《路史》，炎帝“崩葬长沙茶乡之尾，是曰茶陵”。南宋时，从茶陵县分出酃县。《酃县志》记，西汉时，此地已有炎帝陵。西汉末年，绿林、赤眉軍兴起，因担心被乱兵发掘，当地人将陵墓夷为平地。唐朝时，陵前建有佛寺，名“唐兴寺”。此时，炎帝陵仍“时有奉祀”。北宋开国后，宋太祖赵匡胤派人寻访古陵，在茶陵县康乐乡鹿原陂找到炎帝陵。乾德五年（967年），陵前建陵庙，以进行祭祀。
抗战时期的1940年，湖南省主席薛岳决定将省政府暂时迁往酃县炎陵山。营建省府住所主事人因炎帝陵年久失修，报请薛岳批准、湖南省政府拨专款，修葺炎帝陵。1954年除夕，香客在祭祀时不慎失火，炎帝陵主殿和行礼亭全部被焚，到了文化大革命期间（1966-1976年），陵殿及其附属建筑又重遭破坏，朝房、碑房、午门以及围墙等多次被破坏，除陵墓外，全部被夷为平地。1983年10月，湖南省人民政府列为第五批湖南省文物保护单位（5-139）。1986年，湖南省对炎帝陵进行全面整修，同年由胡耀邦为炎帝陵题写墓碑。1988年，完成修复工程，对外开放。
1993年9月，时任中共中央总书记兼中国国家主席江泽民题写“炎帝陵”陵款。与黄帝陵所在的黄陵县类似，酃县在1994年因炎帝陵改名炎陵县。1996年11月，炎帝陵列为第四批全国重点文物保护单位。2020年1月，列为国家5A级旅游景区。此外，是全国爱国主义教育示范基地、中华归国华侨爱国主义教育基地。“炎帝陵祭典”列为第一批国家级非物质文化遗产。

## 景区
炎帝陵景区规模庞大，总规划面积122.5平方公里，对外开放旅游区面积3.6平方公里。分为三大功能区——神农大殿祭祀区、陵寝大殿拜谒区、“神农园”缅怀区，以及皇山游览区、洣水风光带。由炎帝陵殿、神农大殿、神农园、阙门、华夏广场、福林、圣德林、皇山碑林、炎帝陵牌坊等80多处（或说110多处）景观组成。